# 이석 치사 사건
이석 치사 사건은 1997년 6월 대한민국 서울특별시에서 일어난 치사 사건으로 한총련 제5기 출범식장으로 내정된 한양대학교 근처를 지나가던 이석이 한총련 간부인 학생 길소연, 권순욱, 이호준, 정용욱 등에 의해 구타당하여 사망한 일이다. 

## 사건 내용
1997년 6월 한양대학교 서울캠퍼스 내에서 제5기 한총련 출범식을 준비하던 한총련 소속 대학생들이 근방을 지나가던 이석을 경찰의 프락치로 오인하여 때려 죽음에 이르게 한 사건이다. 한총련 출범식장 근처를 지나가던 이석은 누군가 프락치로 지목되자 끌려가 집단 구타를 당했다. 이석은 몇 시간이 경과된 뒤 대학 인근의 한양대학교 병원으로 옮겨졌으나 내상과 과다출혈로 이미 사망하였다.
피해자인 이석(李石)은 1974년 전라남도 해남군에서 태어났으며 고등학교 졸업 후 선반기능공이 되어 수원에 위치한 공장에서 일했다. 사건이 일어나기 며칠 전에 공장을 그만두고 길거리를 배회하다가 피해를 입었다.
당시 이석을 때려 죽인 혐의로 길소연, 권순욱, 이호준, 정용욱 등이 구속되었다. 길소연과 권순욱은 징역 7년, 이호준은 5년, 정용욱은 3년을 선고받았다. 이 중 길소연과 이호준은 1999년 2월 특별사면되어 가석방되었다.

## 같이 보기
- 서울대 프락치 사건
- 설인종 고문 치사 사건
- 이종권 고문 치사 사건
- 한국대학총학생회연합
- 부산 미국문화원 방화 사건
- 정원식 계란투척 사건
- 이근안
- 한양대학교